# 蘇尊區

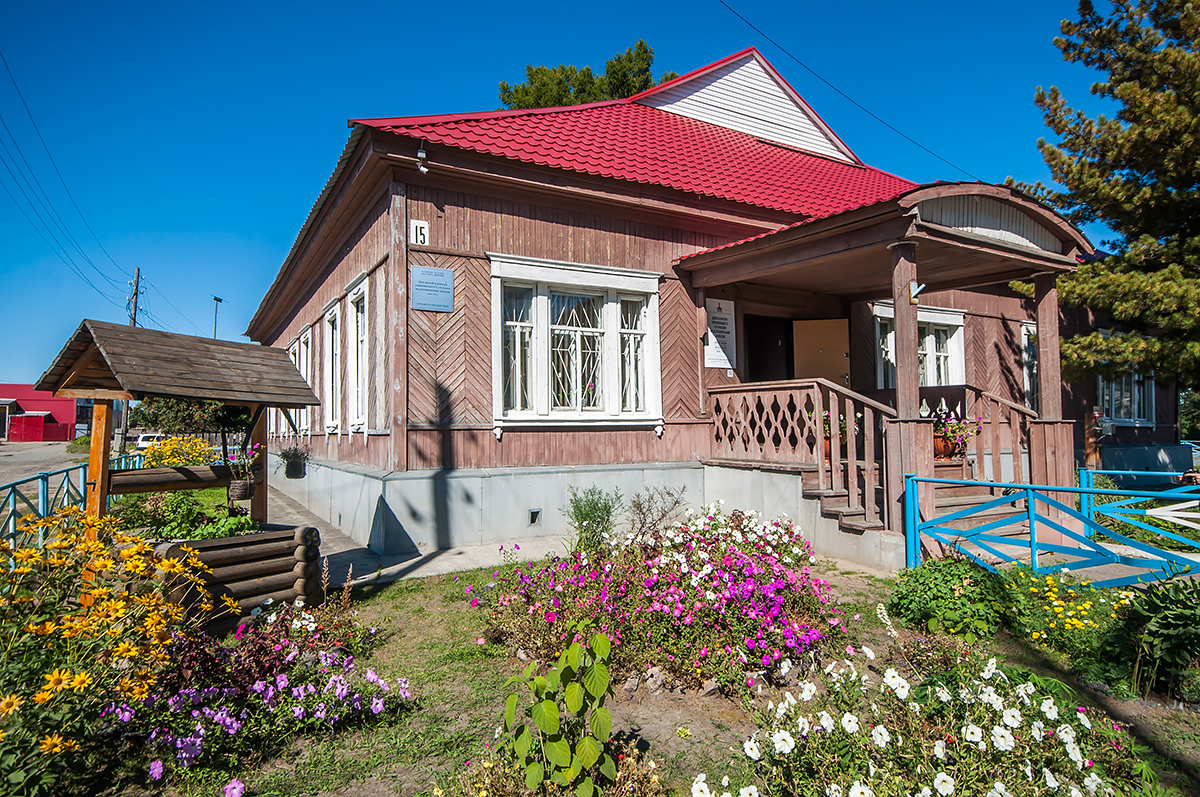

53°47′N 82°19′E / 53.783°N 82.317°E
蘇尊區（俄语：Сузунский район），是俄羅斯的一個區，位於該國南部，由新西伯利亞州負責管轄，面積4,746平方公里，2010年該區人口32,592，人口密度每平方公里6.87人。